# Романов (Торчинская поселковая община)
Романов (укр. Романів) — село в Торчинской поселковой общине Луцкого района Волынской области Украины.
До 2020 года входило в Рожищенский район.
Код КОАТУУ — 0724581402. Население по переписи 2001 года составляет 102 человека. Почтовый индекс — 45152. Телефонный код — 3368. Занимает площадь 6,01 км².